# Kakugyo-ryu
Kakugyo-ryu, también conocida como Nagare-ryu, es una escuela de artes marciales desarrollada en Ecuador. Pretende armonizar orgánicamente varios elementos éticos y técnicos reconocidos en tradiciones marciales de oriente y occidente (Shotokan, Hapkido, Aikido, Shōtōkai, Tang Soo Do, Taekwondo, Ninjutsu y Jeet Kune Do), retornando al sentido originario de autodefensa, contemplación, superación personal y servicio a la sociedad. Promueve además el progreso marcial, no necesariamente uniforme, de cada practicante, según las propias capacidades y aptitudes.

## Historia
El origen de esta escuela se remonta a los comienzos de las artes marciales en Ecuador. En la década de los sesenta, Jaime Baquero de la Calle Lima, nacido en 1946 en la ciudad de Quito, viajó frecuentemente a los Estados Unidos de América. Aprendió de las enseñanzas marciales de Kim Ki Whang, Robert Trias y Al Smith. A su regreso al Ecuador mantuvo contacto y prácticas con los profesores Chul W. Chang (Yang). Nam Kyu Bak y Seinosuke Sasaki, establecidos temporalmente en Quito por motivos profesionales. Impartió clases en la Escuela Politécnica Nacional, Banco Central del Ecuador y la Residencia Universitaria Ilinizas. Formó varios discípulos: de entre ellos, su hijo mayor, Jaime Baquero de la Calle Rivadeneira, hizo las veces de continuador. Después de practicar con su padre, tuvo la oportunidad de entrenar sobre todo Taekwondo y Kárate, este último en el estilo Shotokan, conservando especial gratitud hacia la Japan Karate Association (JKA) sección Ecuador.
Tras años de práctica, observación, estudio e intercambio de conocimientos con personas del mundo marcial en Quito, Guayaquil, Roma y Pamplona, Baquero de la Calle Rivadeneira y sus alumnos más antiguos se propusieron resaltar ciertos elementos éticos y técnicos que han considerado como fundamentales y que podrían parecer poco prioritarios en ciertos ambientes de práctica marcial, sobre todo deportiva.
La propuesta ha quedado plasmada en la obra titulada: “El crisol del guerrero: búsqueda de la perfección en las artes marciales”, editada por la Universidad de Los Hemisferios (Quito. 2011, ISBN n.º 978-9942-03-494-6). Constan referencias a los escritos de distintos pensadores y maestros como Lao Tsé, Sun Tzu, Miyamoto Musashi, Gichin Funakoshi, Bruce Lee, Masaaki Hatsumi o Masatoshi Nakayama.

## Filosofía
La interpretación del “tsuki” o golpe básico del Kárate, tomando como punto de partida la doctrina del maestro Shigueru Egami y sus sucesores, permite una reelaboración de la defensa y el ataque apegados a los orígenes, resaltando los principios de la flexibilidad, la relajación y el balance propios del maestro Morihei Ueshiba, a semejanza del fluir natural de un río o el vaivén de las ramas de un árbol por efecto del viento; dando ventajosa prioridad a la acción del sistema óseo sobre el muscular, este último menos poderoso en mujeres, niños y ancianos. Dicho estado físico y mental permitirá alcanzar una intuición marcial eficaz a la hora del combate. Paradójicamente, el dominio de todos estos componentes marciales se verá reflejado en la perfecta ejecución de la “kata” más básica para varios estilos de Kárate, Taikyoku Shodan: terminar es empezar de nuevo, con mayor humildad y sabiduría.
“El crisol del guerrero” empieza con una referencia comparativa sobre las diferentes formas de entender el arte marcial en nuestros días. Presenta un breve análisis del concepto japonés de “Bushidō”, raíz de innumerables linajes marciales. Desarrolla una propuesta ética fundamental. para todo practicante donde menciona, entre otras realidades, el peligro actual de reducir la trayectoria de un maestro a una “carrera de danes”. Se detiene en los principios filosóficos y físicos que considera necesarios en toda práctica marcial: flexibilidad y relajación; sensibilidad e intuición; respiración y ritmos de defensa y ataque; fuerzas y ángulos, entendidos y aplicados desde las leyes físicas newtonianas.
Propone la recuperación del estudio fisonómico de los lugares vulnerables del cuerpo, dentro de los cuales se encuentran los puntos de presión o “kyūsho”. Elabora, por último, unas propuestas de defensa y ataque basadas en los elementos anteriores; además de un silabo que permitirá avanzar de rango, hasta alcanzar el “kuro-obi” o cinturón negro. El grado máximo del estilo se obtiene a través del llamado “compromiso del guerrero”, que fusiona la práctica marcial avanzada con un espíritu constante de servicio desinteresado a la sociedad.
Como elemento fundamental que da cohesión a las técnicas mencionadas está el principio de la “no forma”. Cada uno adapta las enseñanzas marciales a su situación personal: aptitudes intelectuales y físicas; de edad, salud, etc. Así se evita la cristalización del arte marcial subsumida a un sistema rígido: se trata, en cambio, de alcanzar una aplicación real de cada técnica aprendida, con la mayor eficiencia posible.